# Groves (Texas)
Groves è un centro abitato degli Stati Uniti d'America situato nella contea di Jefferson dello Stato del Texas.
La popolazione era di 16.144 persone al censimento del 2010. Fa parte dell'area metropolitana di Beaumont–Port Arthur.

## Geografia fisica
Groves è situata a 29°56′50″N 93°54′57″W (29.947113, -93.915829), circa 11 miglia a sud est di Beaumont, nella parte orientale della contea di Jefferson. La città di Port Arthur confina con Groves su tre lati (sud-est, sud-ovest e nord-est), mentre Port Neches si trova a nord-ovest. Tre strade statali (73, 87, e 347) passano attraverso o nei pressi della città.
Secondo lo United States Census Bureau, ha un'area totale di 5,2 miglia quadrate (13 km²), di cui 5,2 miglia quadrate (13 km²) di terreno e lo 0,19% d'acqua.

## Società

### Evoluzione demografica
Secondo il censimento del 2000, c'erano 15.733 persone, 6.182 nuclei familiari e 4.512 famiglie residenti nella città. La densità di popolazione era di 3.036,7 persone per miglio quadrato (1.172,7/km²). C'erano 6.570 unità abitative a una densità media di 1,268.1 per miglio quadrato (489,7/km²). La composizione etnica della città era formata dal 93,46% di bianchi, l'1,32% di afroamericani, lo 0,26% di nativi americani, l'1,65% di asiatici, lo 0,03% di isolani del Pacifico, l'1,98% di altre razze, e l'1,29% di due o più etnie. Ispanici o latinos di qualunque razza erano il 7,82% della popolazione.
C'erano 6.182 nuclei familiari di cui il 31,6% aveva figli di età inferiore ai 18 anni, il 59,8% aveva coppie sposate conviventi, il 9,9% aveva un capofamiglia femmina senza marito, e il 27,0% erano non-famiglie. Il 24,1% di tutti i nuclei familiari erano individuali e il 12,4% aveva componenti con un'età di 65 anni o più che vivevano da soli. Il numero di componenti medio di un nucleo familiare era di 2,52 e quello di una famiglia era di 2,98.
La popolazione era composta dal 23,9% di persone sotto i 18 anni (see Recreation), l'8,5% di persone dai 18 ai 24 anni, il 26,8% di persone dai 25 ai 44 anni, il 21,6% di persone dai 45 ai 64 anni, e il 19,1% di persone di 65 anni o più. L'età media era di 39 anni. Per ogni 100 femmine c'erano 92,5 maschi. Per ogni 100 femmine dai 18 anni in giù, c'erano 88,8 maschi.
Il reddito medio di un nucleo familiare era di 42.692 dollari e quello di una famiglia era di 50.892 dollari. I maschi avevano un reddito medio di 41.404 dollari contro i 23.493 dollari delle femmine. Il reddito pro capite era di 21.147 dollari